# Mecostibus succinctus
Mecostibus succinctus är en insektsart som beskrevs av Bouvy 1982. Mecostibus succinctus ingår i släktet Mecostibus och familjen Lentulidae. Inga underarter finns listade i Catalogue of Life.